# Lestomyia montis
Lestomyia montis là một loài ruồi trong họ Asilidae. Lestomyia montis được Cole miêu tả năm 1916. Loài này phân bố ở vùng Tân Bắc giới.